# Achot II de Tao
Achot II de Tao (mort en 954) est un duc de Tao de la famille des Bagrations, régnant de 941 à 954.
Achot Bagration est le second fils d'Adarnassé IV d'Ibérie, roi des Géorgiens de 881 à 923, et de son épouse inconnue. À la mort de son frère David II d'Ibérie, en 937, il devient duc de Tao Inférieur. En 941, il reçoit le duché de Tao Supérieure et unifie ainsi le Tao sous son sceptre. Il reçoit également le titre byzantin de curopalate.
Achot II de Tao meurt en 954, sans union, ni descendance connues.